# Stortjärnen (Ströms socken, Jämtland, 709914-149510)
Stortjärnen är en sjö i Strömsunds kommun i Jämtland och ingår i Ångermanälvens huvudavrinningsområde.